# Гранитвил (Јужна Каролина)
Гранитвил (енгл. Graniteville) насељено је место без административног статуса у америчкој савезној држави Јужна Каролина.

## Демографија
По попису из 2010. године број становника је 2.614.
| Група             | 2000.    | 2010.         |
| Белци             | 0 (0,0%) | 1.646 (63,0%) |
| Афроамериканци    | 0 (0,0%) | 748 (28,6%)   |
| Азијати           | 0 (0,0%) | 1 (0,0%)      |
| Хиспаноамериканци | 0 (0,0%) | 155 (5,9%)    |
| Укупно            | 0        | 2.614         |